# Новомайорське
Новомайо́рське — село Старомлинівської сільської громади Волноваського району Донецької області України.

## Загальні відомості
Розташоване на березі р. Шайтанка. Відстань до Великої Новосілки становить близько 33 км і проходить переважно автошляхом Т 0509.
Землі села межують із територією с. Шевченко та Пречистівка Донецької області.
Поруч із селом розташоване заповідне урочище Шайтанська дача.

## Населення
За даними перепису 2001 року населення села становило 551 особу, з них 90,56 % зазначили рідною мову українську та 9,44 % — російську.